# Komolamm
Komolamm är en sjö i Rättviks kommun i Dalarna och ingår i Ljusnans huvudavrinningsområde.